# Глобальні партнери НАТО
Глобальні партнери НАТО або партнери по всьому світу — це країни, які співпрацюють з НАТО на регулярній основі, але не можуть приєднатися до альянсу через статтю 10, яка обмежує право приєднатися до альянсу лише країнами Європи.
Глобальні партнери знаходяться на тому ж рівні, що й країни з Індивідуальним планом партнерства, щодо роботи пліч-о-пліч із державами-членами НАТО над «низкою спільних наскрізних викликів безпеці, таких як кіберзахист, боротьба з тероризмом, нерозповсюдження зброї й стійкість». Багато глобальних партнерів НАТО також є основними союзниками США поза НАТО. Ці країни тісно співпрацюють зі Збройними силами Сполучених Штатів і користуються іншими військовими та фінансовими перевагами. 18 квітня 2024 року Аргентина офіційно подала заявку на участь у Програмі глобального партнерства НАТО.

## Члени
- Австралія
- Колумбія
- Ірак
- Японія
- Монголія
- Нова Зеландія
- Пакистан
- Південна Корея

Призупинені члени
- Афганістан (з 2021)[3]

Заявники
- Аргентина[4][5]